# Kebby Maphatsoe
Emmanuel Ramaotoana Kebby Maphatsoe (31 de diciembre de 1962-Alberton, 31 de agosto de 2021) fue un político sudafricano perteneciente al Congreso Nacional Africano (ANC) y miembro de la Asamblea Nacional de Sudáfrica.

## Biografía
Fue un soldado político entrenado de Umkhonto we Sizwe (MK), y se desempeñó como Presidente Nacional de la Umkhonto We Sizwe Military Veterans Association (MKMVA) desde 2007.
Durante los años del apartheid huyó al exilio. Antes de regresar a Sudáfrica desde Uganda, país donde se encontraba refugiado, obtuvo instrucción en Angola y la Unión Soviética.
Ocupó el cargo de diputado desde mayo de 2009 hasta mayo de 2019, cuando perdió su escaño. Sin embargo, regresó a la Asamblea Nacional luego de la renuncia de Jeffrey Radebe.
Fue nombrado viceministro de Defensa el 26 de mayo de 2014 durante la presidencia de Jacob Zuma, cargo que ocupó hasta 2019.
Desde 2007, Maphatsoe se ha desempeñado como presidente nacional de la desaparecida MKMVA. Fue además miembro del Congreso de Estudiantes Sudafricanos, del Congreso de la Juventud de Soweto y del Congreso de la Juventud Sudafricana.
Kebby Maphatsoe falleció el 31 de agosto de 2021 de complicaciones relacionadas con COVID-19 a los cincuenta y ocho años.